# Земля мёртвых
«Земля мёртвых» (англ. Land of the Dead) — постапокалиптический фильм о зомби 2005 года режиссёра Джорджа Ромеро, сценарий к которому он написал сам. Фильм является четвёртым в основной серии Ромеро о «живых мертвецах» и первым, выпущенным после двадцатилетнего перерыва. Ему хронологически предшествуют «Ночь живых мертвецов» (1968), «Рассвет мертвецов» (1978) и «День мертвецов» (1985). «Земля мёртвых» обладает самым крупным бюджетом среди фильмов сериала; это первый и единственный среди зомби-фильмов Ромеро, в котором для создания спецэффектов была применена компьютерная графика и в котором в ролях были задействованы известные актёры (Деннис Хоппер и Джон Легуизамо).
Действие фильма разворачивается в мире, где уже несколько лет как произошёл зомби-апокалипсис, и посвящено нападению «живых мертвецов» на один из последних укрепленных городов людей — Питтсбург, штат Пенсильвания. Его философия перекликается с философией предыдущего фильма Ромеро, «День мертвецов»: даже в захваченном зомби мире основная угроза для людей исходит от людей же; к ней добавляются закамуфлированные в противостоянии оборванных «живых мертвецов» и довольных жизнью людей из небоскреба «Фиддлерс Грин» идеи социального протеста, в том числе и глобального — напряжённости в отношениях «третьего мира» и «золотого миллиарда».

## Сюжет
Начало фильма представляет собой стилизованную под документальные съёмки нарезку из телепередач времен «Рассвета мертвецов», когда восставшие зомби заполонили весь мир. В «наши дни», время действия фильма, человечество удерживает за собой несколько укрепленных городов, в том числе Питтсбург. Он надежно защищён от мертвецов заборами под высоким напряжением, стенами, баррикадами, военными патрулями и, что важно, рекой — зомби не умеют пересекать водные преграды. Большая часть города представляет собой нищие трущобы, однако в центральном небоскребе «Фиддлерс Грин», где обитает элита, поддерживается высочайший уровень жизни. Фактическим хозяином города является управляющий «Фиддлерс Грин» Пол Кауфман.
За пределы Питтсбурга периодически совершаются вылазки — за оставшимися в заброшенной части города и соседних населённых пунктах продуктами и медикаментами. В этих экспедициях, совершаемых не военными, а добровольцами, которым нечего терять, используется специально спроектированный огромный бронеавтомобиль «Мертвецкий патруль» (англ. Dead Reckoning). «Патруль» вооружён ракетами, пулемётами и специальной установкой для запуска фейерверков — последние завораживают зомби, отвлекая их от людей.
Конструктор «Мертвецкого патруля» и бессменный глава экспедиций Райли Дэнбо планирует оставить своё занятие и бежать на север, в Канаду. Его должен сопровождать лишь его преданный друг и товарищ Чарли, умственно отсталый и изуродованный страшным ожогом, тем не менее, отличный стрелок. Тем временем его заместитель Чоло Демора, которому Райли собирается передать бразды правления добровольческой командой, также собирается «завязать» с вылазками. Чоло длительное время тайно работал на Кауфмана, устраняя неугодных тому горожан и вывозя их тела за пределы города под видом мусора; теперь он рассчитывает, что Кауфман вознаградит его квартирой в «Фиддлерс Грин», что включит Чоло в ряды городской элиты.
Потеряв в затеянном Чоло визите в заброшенный винный магазин одного из членов команды, Райли прекращает экспедицию и возвращается в город. «Большой Папочка» (англ. Big Daddy), бывший работник автозаправки и очень необычный зомби, многократно превосходящий сородичей по интеллекту, способный сострадать им и практически сознательно ненавидеть людей (что продолжает идею с «обучаемым» зомби Бобом из «Дня мертвецов»), направляется вслед за ними, ориентируясь на огни «Фиддлерс Грин»; за «Папочкой» следует большая толпа зомби.
В городе Райли навещает лидера бедняков — Маллигана, своего старого приятеля, ныне ведущего пропаганду против Кауфмана. Отдав сыну Маллигана необходимые тому лекарства, Райли направляется в автомастерскую и обнаруживает, что его собственный автомобиль, который он готовил к отъезду в Канаду, исчез. Он подозревает в этом продавшего ему автомобиль местного мафиозного воротилу — карлика Чихуахуа — и вместе с Чарли направляется к тому в клуб. В клубе Чихуахуа проводится нечто вроде гладиаторских боев с участием зомби, которым в качестве приманки на арену брошена живая девушка по имени Слэк. Райли и Чарли спасают её; в завязавшейся перестрелке и всеобщей панике Чарли убивает пытающегося удрать Чихуахуа. Полиция арестовывает всех троих — Чарли, Райли и раненую Слэк. В тюрьме они видят и арестованного Маллигана; Слэк была брошена на арену к зомби по приказу мистера Кауфмана, так как работала на Маллигана.
Чоло, доставив мистеру Кауфману добытые в экспедиции шампанское и сигары, требует себе квартиру в «Фиддлерс Грин», иначе Чоло расскажет всем о грязных делах Кауфмана. Кауфман приказывает охраннику вывести Чоло вон — в его услугах Кауфман больше не нуждается. На лестнице Чоло избивает охранника и убегает. Тем временем армия мертвецов, ведомая «Большим Папочкой», успешно преодолевает многочисленные баррикады на подходах к городу. Охраняющие баррикады солдаты захвачены врасплох; воспользовавшись ситуацией, Чоло и добровольческая команда уезжают на «Мертвецком патруле». Отъехав от города, Чоло по радио выставляет Кауфману свои новые требования — пять миллионов долларов, иначе он расстреляет город из ракетной установки «Патруля». Встретить лодку с деньгами должен один из добровольцев Чоло, Мышка (англ. Mouse).
Кауфман освобождает из тюрьмы прямого начальника Чоло — Райли — и просит его разобраться с мятежным добровольцем. Райли вместе с Чарли, Слэк и тремя отряженными Кауфманом солдатами — Манолете, Мотаун и Пиллсбари (огромным самоанцем) выезжают за город, наблюдая за передвижениями «Патруля» через КПК Райли. Они обнаруживают, что зомби прорвались через баррикады, истребив всех солдат, и теперь армию мертвецов от города отделяет только река. Неосторожного Манолете кусает зомби, и Слэк убивает зараженного солдата. Безрезультатно ожидающего у реки посланцев Кауфмана Мышку убивают клоуны-зомби.
Райли объясняет спутникам свою позицию: он не верит Кауфману и вовсе не намерен возвращаться в город с «Мертвецким патрулем», поэтому, устранив угрозу городу, Райли собирается уехать вместе с «Патрулем» на север. Рядовая Мотаун намерена арестовать его, но её коллега Пиллсбари, которого план Райли более чем устраивает, оглушает Мотаун и оставляет в машине. Райли и Чарли отправляются навстречу «Патрулю». Чоло принимает их обоих на борт, но от намерения нанести по городу ракетный удар не отказывается.
Райли, оказавшийся в плену у Чоло, отключает ракетную пусковую установку через свой КПК. К этому моменту к «Патрулю» подбираются, с одной стороны, Слэк и Пиллсбари, а с другой стороны — очнувшаяся Мотаун. Хотя Мотаун погибает от рук и зубов зомби, в короткой перестрелке Чоло оказывается раненным, а Райли и Чарли захватывают «Патруль». Увидев в городе пожар, «Патруль» под началом Райли отправляется в Питтсбургу на выручку. Они отпускают Чоло и его приятеля Фокса, которые намерены направиться на запад, в другой город.
В это время зомби с Большим Папочкой во главе пересекают реку по дну и вторгаются в город, вызвав в трущобах панику — не ожидавшие их появления люди неспособны оказать орде зомби никакого сопротивления; более того, они оказались в ловушке — из-за всех возведенных против зомби баррикад и заборов под напряжением город оказывается невозможно покинуть. Люди в панике скапливаются у электрифицированного забора, который невозможно отключить. Даже запущенные находящимся в дороге «Мертвецким патрулем» фейерверки уже не останавливают нападающих зомби. Возглавляемая Большим Папочкой часть наиболее «обучившихся» зомби, вооружаясь подручными инструментами, отправляются на штурм «Фиддлерс Грин». Сам Кауфман среди устроенной зомби в «Фиддлерс Грин» резни пытается сбежать с двумя сумками денег; его преследует Большой Папочка, а вскоре и появившийся в виде зомби Чоло. В устроенном Папочкой взрыве погибают и Кауфман, и мертвец-Чоло.
Команда «Мертвецкого патруля» успешно сводит ведущий в город разводной мост, но обнаруживает, что все собравшиеся у электрифицированного забора люди убиты мертвецами. Они все же расстреливают и забор, и зомби из ракетной пусковой установки; уцелевшие в трущобах люди, возглавляемые покинувшим тюрьму Маллиганом, перебираются через останки забора. Частью они уходят из города, частью — с Маллиганом во главе — возвращаются в город, решив устроить новое, более справедливое, чем несправедливая система Кауфмана общество. Своим путём из города уходят и «поумневшие» зомби, полностью удовлетворившие свою жажду мести «Фиддлерс Грин». Райли запрещает команде «Мертвецкого патруля» расстреливать их, и броневик уезжает на свободный север, выпуская в небеса ставшие ненужными фейерверки.

## В ролях
| Актёр                  | Роль                                        |
| ---------------------- | ------------------------------------------- |
| Саймон Бейкер          | командир «Мертвецкого Патруля» Райли Денбро |
| Роберт Джой            | напарник Райли Чарли Хоук                   |
| Азия Ардженто          | девушка Слэк спасённая Райли                |
| Джон Легуизамо         | заместитель Райли Чоло ДеМора               |
| Деннис Хоппер          | мэр Питтсбурга Пол Кауфман                  |
| Юджин Кларк            | вожак зомби Большой Папочка                 |
| Саша Ройс              | солдат Манолете                             |
| Криста Бриджес         | солдат Моника «Мотаун»                      |
| Максвелл Маккейб-Локос | один из боевиков Чоло «Мышка»               |
| Шоун Робертс           | новобранец «Мертвецкого Патруля» Майк       |
| Алан Ван Спранг        | командир солдат Брубейкер                   |
| Джонатан Ллойд Уокер   | Клифф Вудс помощник Кауфмана                |
| Питер Аутербридж       | солдат Стайлс                               |
| Фил Фондакаро          | карлик-мафиози Чихуахуа                     |
| Девон Бостик           | молодой житель Питтсбурга Брайан            |
| Том Савини             | зомби-байкер с мачете                       |
| Эдгар Райт             | зомби (камео)                               |
| Саймон Пегг            | зомби (камео)                               |
| Грегори Никотеро       | зомби (камео)                               |

## Производство фильма

### Сценарий
Сценарий фильма был частично основан на оригинальном сценарии другого фильма режиссёра День мертвецов. Кроме того первоначальный вариант предусматривал сцену, в которой можно было бы видеть канализационных крыс, превратившихся в зомби.
А также зомби разрывают Мышку надвое и вытягивают органы (в режиссёрской версии) это отсылка к фильму День мертвецов. Такой же жуткий конец в фильме наступил для пытавшегося спастись капитана Родса.

### Съёмки
Съёмки фильма проходили в период с 11 октября 2004 по декабрь 2004 года. При съёмках фильм имел несколько рабочих названий, среди которых были «Dead Reckoning» (от этого названия пришлось отказаться ввиду наличия фильма 1947 года с таким же названием), «Dead City» и «Night of the Living Dead: Dead Reckoning». Сами же съёмки первоначально должны были проходить в родном городе режиссёра Питтсбурге, однако продюсеры, чтобы снизить расходы на фильм, снимали его в Торонто.

## Камео
В фильме приняла участие дочь Джорджа Ромеро — Тина, она сыграла девушку-солдата, расстреливающую повисшего на электрическом заборе зомби. Британские комики Саймон Пегг и Эдгар Райт, игравший главную роль и режиссёр в одной из самых известных пародий на зомби-фильмы Ромеро — комедии «Зомби по имени Шон», по специальному приглашению режиссёра сыграли в «Земле мёртвых» эпизодические роли живых мертвецов в аттракционе «Сфотографируйся с зомби»; зомби Пегг и Райт прикованы цепями к раме в трущобах Питтсбурга, и обитатели трущоб фотографируются с ними.
Журналистка польского происхождения Сьюзен Влощина, известная своими кинообзорами в газете USA Today, появилась в образе репортёра-зомби, пытающегося в силу посмертных привычек взять интервью у других зомби. Зомби-мясника, одного из основных спутников Большого Папочки, играет канадский актёр и комик Бойд Бэнкс, ранее игравший в ремейке фильма «Рассвет мертвецов» одного из персонажей-людей, Такера.
Том Савини, гримёр и постановщик спецэффектов для всех ранних фильмов Ромеро, сыграл роль зомби в наряде байкера и с мачете, участвующего в атаке на «Фиддлерс Грин»; интересно, что в фильме «Рассвет мертвецов» (1978) Савини появлялся в роли живого байкера с мачете, принимающего участие в атаке на торговый центр и убитого зомби. По-видимому, это тот же самый персонаж, восставший из мертвых.
Голос самого Джорджа Ромеро также звучит в фильме — он озвучивает похожую на Панча куклу в театре марионеток в трущобах, колотящую куклу-зомби со словами «На, получи, мерзкий зомби!».

## Критика
Кинокритик Роджер Эберт дал фильму три звезды из четырёх, высоко оценив его сатирическую подоплёку — ироническое отображение американской действительности, отсылки и аллюзии, которыми были наполнены и предыдущие три фильма Ромеро. В частности, Эберт сравнил завораживающие зомби фейерверки с тактикой «шока и трепета», использованной при вторжении в Ирак в 2003 году, и отметил конфликт между богатыми и бедными — населением «Фиддлерс Грин» и трущоб, отражающий растущий разрыв между высшими и низшими классами американского общества. Майкл Уилмингтон из газеты Chicago Tribune оценил фильм четырьмя звёздами, заметив: «Это очередное злободневное, забавное, шутливо-извращенное, полное насилия упражнение в создании кино, полного страхом и ненавистью. В нём проявляется все более пессимистичный взгляд на мир, выходящий из-под контроля. В наши дни Ромеро стал классиком, использующим образы персонажей и диалоги так же искусно, как и выворачивающие желудок наизнанку спецэффекты, чтобы вызвать у читателя мороз по коже». Автор обзора в газете The New York Sun объявил фильм «американским фильмом года»
Некоторые другие кинорежиссёры, такие, как Элай Рот и Гильермо дель Торо, особо отметили возвращение Ромеро к прославившей его серии. Дель Торо, в частности, сказал: «Ну наконец-то кому-то хватило ума понять, что настало время, и дать Джорджу карты в руки. Нам бы всем праздновать, что Микеланджело начал роспись очередной фрески. Это действительно знаменательное событие».
В целом кинорецензии на фильм были положительными; «Земля мёртвых» получила благожелательные обзоры в газетах и журналах The New York Times, The Hollywood Reporter, Premiere, Variety, Slate и Los Angeles Times. На Rotten Tomatoes по сумме обзоров фильму выставлена положительная оценка в 75 %.
Фильм был запрещен Министерством культуры и туризма Украины к прокату на территории страны.

## Компьютерная игра
По мотивам фильма вышла компьютерная игра, которая сюжетно является приквелом к фильму.